# 沖縄県立宮古高等学校
沖縄県立宮古高等学校（おきなわけんりつ みやここうとうがっこう, Okinawa Prefectural Miyako High School）は、沖縄県宮古島市平良字西里にある県立高等学校である。略称は「宮高」（みやこう）。

## 概要

### 設置課程・学科
- 全日制課程 2学科
  - 普通科
  - 文理探究

### 校訓
- 知性の啓培・徳性の涵養・体力の錬磨[2]

## 沿革

### 略歴
1928年（昭和3年）に開校した「沖縄県立第二中学校宮古分校」を前身とする。翌1929年（昭和4年）に「宮古中学校」（旧制中学校）として独立。1948年（昭和23年）の学制改革の際に「宮古高等学校」（新制高等学校）となった。2013年（平成25年）に創立85周年を迎えた。

### 年表
- 1928年（昭和3年）
  - 1月23日 - 文部省告示第25号により、宮古郡に沖縄県立第二中学校分校の設置が認可される[3]。
  - 2月1日 - 開校が認可される。
  - 4月4日 - 宮古支庁内に仮校舎にして「沖縄県立第二中学校宮古分校」（男子校）が開校。生徒定員を100名とする。
  - 8月26日 - 宮古支庁内から宮古郡平良町字西里718 番地に校舎を移転。
- 1929年（昭和4年）4月4日 - 沖縄県立第二中学校より分離し、「沖縄県立宮古中学校」（男子校）として独立。
  - 学級数を5、定員総数を250名とする。
- 1936年（昭和11年）3月20日 - 「沖縄県立宮古高等女学校」が創立。
- 1945年（昭和20年）10月23日 - 楚野里山の仮校舎（元海軍兵舎バラック）に移転。
- 1946年（昭和21年）
  - 4月1日 - 従来の中学部を普通科とし、農科と海洋科（水産）を併置。
  - 4月5日 - 宮古農事試験場跡地に移転。
  - 6月6日 -「宮古男子高等学校」と改称。
- 1947年（昭和22年）4月1日 - 農林部と水産部が分離し、それぞれ宮古農林高等学校と宮古水産高等学校として独立[注 1]。
- 1948年（昭和23年）4月1日 - 学制改革（六・三・三制の実施）によって新制高等学校となる。
  - 旧・宮古中学校が「宮古高等学校」（男子校）に改称。
  - 旧・宮古高等女学校が「宮古女子高等学校」に改称。
- 1949年（昭和24年）
  - 4月19日 - 中学校教員養成のための専攻科を設置。
  - 9月15日 - 旧校地に移転。
- 1953年（昭和28年）
  - 6月1日 - 宮古定時制高等学校を併設。
  - 7月14日 - 宮古女子高等学校より3年生104名（全員）と2年生の48名が編入し、男女共学となる。
- 1954年（昭和29年）7月1日 - 宮古女子高等学校が廃止の上、統合される。
- 1957年（昭和32年）4月1日 - 商業科と家政科を新設。
- 1958年（昭和33年）
  - 3月31日 - 併置の宮古定時制高等学校を廃止し、宮古高等学校に定時制課程を設置する。
  - 11月9日 - 南秀同窓会（旧制宮古中学校・宮古高等学校・定時制）と白百合同窓会（旧制宮古高等女学校・宮古女子高等学校）とが合併して、南秀同窓会が発足[4]。
- 1960年（昭和35年）4月11日 - 公立高等学校の政府移管に伴い、「琉球政府立宮古高等学校」に改称。
- 1972年（昭和47年）5月15日 - 沖縄が日本に復帰し、「沖縄県立宮古高等学校」（現校名）に改称。
- 1977年（昭和52年）12月6日 - 財団法人南秀会の設立（同窓会の財団法人化）が認可される。
- 1980年（昭和55年）11月4日 - 新校舎が完成。
- 1984年（昭和59年）4月1日 - 伊良部分校を設置。
- 1985年（昭和60年）3月31日 - 沖縄県立宮古工業高等学校への移管により、家政科の生徒募集を停止。
- 1986年（昭和61年）4月1日 - 伊良部分校が分離し、沖縄県立伊良部高等学校として独立。
- 1987年（昭和62年）3月31日 - 最後の卒業生を送り出し、家政科を廃止。全日制課程の学科が普通科と商業科の2学科体制となる。
- 1988年（昭和63年）9月9日 - 体育館を改築。
- 1989年（平成元年）3月28日 - セミナーハウス「南秀館」が完成。
- 1990年（平成2年）4月1日 - 全日制課程に理数科を設置（普通科・商業科・理数科の3学科体制となる）。
- 1992年（平成4年）3月31日 - 沖縄県立翔南高等学校への移管により、全日制課程商業科の募集を停止。
- 1994年（平成6年）3月31日 - 最後の卒業生を送り出し、全日制課程商業科を廃止（定時制課程商業科は存続。全日制課程は普通科と理数科の2学科体制となる）。
- 1995年（平成7年）3月2日 - 部室棟（クラブハウス）が完成。
- 1999年（平成11年）12月19日 - 台湾台北市立復興高級中學との国際交流姉妹校締結の調印式が台湾で行われる。
- 2000年（平成12年）7月21日 - 九州・沖縄サミットで3年生代表が当時のアメリカ合衆国大統領ビル・クリントンへメッセージを促す役割を果たす。
- 2004年（平成16年）3月1日 - 定時制廃課程式典。
- 2008年（平成20年）8月15日 - B棟・C棟校舎を解体。
- 2009年（平成21年）3月26日 - 新管理棟が完成。
- 2011年（平成23年）4月8日 - 理数科で0校時授業を開始。[要出典]

## 基礎データ

### 所在地
- 沖縄県宮古島市平良字西里718番地1

### 学区
普通科は宮古島市全域、理数科は沖縄県全域となっている。

### 交通アクセス
島外からのアクセス
- 宮古空港、平良港を参照。

最寄りのバス停
- 共和バス
  - 系統7番「宮古高校前」
- 宮古協栄バス
  - 系統1-5番「元うえのバス停」、「サンエー前」、「協栄車庫」
- 八千代バス・タクシー
  - 系統6番「サンエー前」

最寄りの道路
- 沖縄県道78号平良城辺線
- 沖縄県道190号平良新里線

### 象徴

#### 校章
「橄欖の葉」と「三本の矢」を組み合わせたものを背景にして、中央に「高」の文字 を置いている。三本の矢は智・仁・勇の三精神を、橄欖（オリーブ）の葉は旧約聖書「創世記」のノアの洪水の伝説に由来し、平和・栄光・新しい文化の到来を表している。

#### 校歌
作詞は宮城敏男、作曲は仲村渠清吉による。歌詞は3番まであり、1番に校名の「宮高」が登場する。

## 学校行事
3学期制
1学期
- 4月 - 始業式、入学式、新入生学習会
- 5月 - 歓迎球技大会
- 6月 - 校内陸上競技大会
- 7月 - 台湾交流弁論大会
- 8月 - 夏期講座

2学期
- 9月 - 学園祭、体育祭
- 10月 - 芸術鑑賞会
- 11月 - 校内ロードレース（英語版）
- 12月 - 大学出前講座、センタープレテスト

3学期
- 1月 - 大学入試センター試験、1年理数科必修英検
- 2月 - 学年末テスト
- 3月 - 卒業式、修了式[7]

## 部活動・同好会
- バレーボール
- バスケットボール
- ハンドボール
- サッカー
- バドミントン
- 卓球
- 陸上
- 駅伝
- 柔道
- 剣道
- テニス
- 水泳
- ラグビー
- 野球
- ウエイトリフティング
- ダンス
- 放送
- 吹奏楽
- 美術
- ボランティア
- 軽音楽
- 文芸・イラスト
- 書道
- 科学
- イングリッシュクラブ
- 自転車
- 写真
- ソフトテニス
- ボクシング
- 競技かるた
- 郷土芸能
- 体操
- 演劇
- 将棋[7]

サッカー部は、2001年（平成13年）1月に第79回全国高等学校サッカー選手権大会に初出場。丸岡高校（福井県）と対戦し、1対1になるもPK戦で敗れている。

## 高校関係者と組織

### 同窓会
「南秀同窓会」と称している。関東（東京都）・沖縄（那覇市）、宮古に支部を置く。2011年（平成23年）に、校章にちなんだ「橄欖」という名称のリーフレットを発行した。また、前身の宮古高等女学校、宮古女子高等学校については、宮古高等女学校・宮古女子高等学校同窓会が存在していたが、2015年6月に活動を終了している。

### 著名な出身者

#### 政治
- 伊良皆光夫 - 多良間村長（第29 - 31代）[12]
- 嘉数登 - 宮古島市長（第4代）
- 座喜味一幸 - 宮古島市長（第3代）
- 下地敏彦 - 宮古島市長（第2代）
- 下地幹郎 - 郵政民営化担当大臣兼内閣府特命担当大臣（防災）（野田第3次改造内閣）、衆議院議員（6期）

#### 軍人
- 伊舎堂用久 - 陸軍中佐

#### 芸能
- 下地イサム - アーティスト
- 末広尚希 - ロックバンド・gulff、旧城辺町出身
- 池間正樹 - ロックバンド・gulff、旧平良市出身
- 佐渡山武士 - ロックバンド・gulff、旧平良市出身

#### アナウンサー
- 垣花正 - フリーアナウンサー

#### スポーツ
- 上里一将 - プロサッカー選手、旧平良市出身
- 上里琢文 - プロサッカー選手、旧平良市
- 島袋脩 - 元プロバスケットボール選手（bjリーグ・大分ヒートデビルズ）、2001年卒業
- 島尻政明 - 空手家・極真連合会
- 石垣航平 - ラグビー選手。

## 周辺
- 宮古島市立平良中学校
- 宮古島市立平良第一小学校・宮古島市立平一幼稚園
- 宮古島市立南小学校・宮古島市立南幼稚園
- 三和自動車学校
- 宮古郵便局
- 沖縄県立宮古病院
- 宮古ボウリングセンター（2022年1月10日閉店[13]）